# Lloyd Glasspool
Lloyd Glasspool (* 19. November 1993 in Redditch) ist ein britischer Tennisspieler aus England.

## Karriere
Glasspool spielt hauptsächlich auf der ITF Future Tour und der ATP Challenger Tour. Auf der Future-Tour bringt er es aktuell auf drei Titel im Einzel sowie sechs Titel im Doppel.
2016 kam er bei den Wimbledon Championships im Doppel durch eine Wildcard zu seinem Debüt auf der ATP World Tour. Zusammen mit Daniel Evans stieß er in der ersten Runde auf die Paarung aus Malek Jaziri und Lukáš Rosol, der er in zwei Sätzen mit 4:6, 2:6 unterlag.

## Erfolge
| Legende (Anzahl der Siege) |
| Grand Slam (1)             |
| ATP Finals                 |
| ATP Tour Masters 1000 (1)  |
| ATP Tour 500 (4)           |
| ATP Tour 250 (5)           |
| ATP Challenger Tour (5)    |

| Titel nach Belag |
| Hartplatz (7)    |
| Sand (1)         |
| Rasen (3)        |

### Doppel

#### Turniersiege

##### ATP Tour
| Nr. | Datum            | Turnier      | Belag         | Partner           | Finalgegner                    | Ergebnis           |
| --- | ---------------- | ------------ | ------------- | ----------------- | ------------------------------ | ------------------ |
| 1.  | 14. März 2021    | Marseille    | Hartplatz (i) | Harri Heliövaara  | Sander Arends David Pel        | 7:5, 7:64          |
| 2.  | 24. Juli 2022    | Hamburg      | Sand          | Harri Heliövaara  | Rohan Bopanna Matwé Middelkoop | 6:2, 6:4           |
| 3.  | 8. Januar 2023   | Adelaide     | Hartplatz     | Harri Heliövaara  | Jamie Murray Michael Venus     | 6:3, 7:63          |
| 4.  | 7. Januar 2024   | Brisbane (1) | Hartplatz     | Jean-Julien Rojer | Kevin Krawietz Tim Pütz        | 7:63, 5:7, [12:10] |
| 5.  | 1. Oktober 2024  | Tokio        | Hartplatz     | Julian Cash       | Ariel Behar Robert Galloway    | 6:4, 4:6, [12:10]  |
| 6.  | 5. Januar 2025   | Brisbane (2) | Hartplatz     | Julian Cash       | Jiří Lehečka Jakub Menšík      | 6:3, 6:72, [10:6]  |
| 7.  | 22. Februar 2025 | Doha         | Hartplatz     | Julian Cash       | Joe Salisbury Neal Skupski     | 6:3, 6:2           |
| 8.  | 22. Juni 2025    | London       | Rasen         | Julian Cash       | Nikola Mektić Michael Venus    | 6:3, 6:75, [10:6]  |
| 9.  | 26. Juni 2025    | Eastbourne   | Rasen         | Julian Cash       | Ariel Behar Joran Vliegen      | 6:4, 7:65          |
| 10. | 12. Juli 2025    | Wimbledon    | Rasen         | Julian Cash       | Rinky Hijikata David Pel       | 6:2, 7:63          |
| 11. | 7. August 2025   | Toronto      | Hartplatz     | Julian Cash       | Joe Salisbury Neal Skupski     | 6:3, 6:75, [13:11] |

##### ATP Challenger Tour
| Nr. | Datum             | Turnier    | Belag         | Partner          | Finalgegner                           | Ergebnis            |
| --- | ----------------- | ---------- | ------------- | ---------------- | ------------------------------------- | ------------------- |
| 1.  | 27. Februar 2021  | Las Palmas | Sand          | Harri Heliövaara | Kimmer Coppejans Sergio Martos Gornés | 7:5, 6:1            |
| 2.  | 20. März 2021     | Biella     | Hartplatz (i) | Matt Reid        | Denys Moltschanow Serhij Stachowskyj  | 6:3, 6:4            |
| 3.  | 13. November 2021 | Roanne     | Hartplatz (i) | Harri Heliövaara | Romain Arneodo Albano Olivetti        | 7:65, 6:75, [12:10] |
| 4.  | 27. November 2021 | Bari       | Hartplatz     | Harri Heliövaara | Andrea Vavassori David Vega Hernández | 6:3, 6:0            |
| 5.  | 20. Mai 2023      | Bordeaux   | Sand          | Harri Heliövaara | Sadio Doumbia Fabien Reboul           | 6:4, 6:2            |

#### Finalteilnahmen
| Nr. | Datum              | Turnier          | Belag         | Partner           | Finalgegner                         | Ergebnis           |
| --- | ------------------ | ---------------- | ------------- | ----------------- | ----------------------------------- | ------------------ |
| 1.  | 6. Februar 2022    | Montpellier      | Hartplatz (i) | Harri Heliövaara  | Pierre-Hugues Herbert Nicolas Mahut | 6:4, 6:73, [10:12] |
| 2.  | 13. Februar 2022   | Dallas           | Hartplatz (i) | Harri Heliövaara  | Marcelo Arévalo Jean-Julien Rojer   | 6:74, 4:6          |
| 3.  | 19. Juni 2022      | London           | Rasen         | Harri Heliövaara  | Nikola Mektić Mate Pavić            | 6:3, 6:73, [6:10]  |
| 4.  | 30. Juli 2022      | Umag             | Sand          | Harri Heliövaara  | Simone Bolelli Fabio Fognini        | 7:5, 6:76, [7:10]  |
| 5.  | 25. September 2022 | Metz             | Hartplatz (i) | Harri Heliövaara  | Hugo Nys Jan Zieliński              | 6:75, 4:6          |
| 6.  | 23. Oktober 2022   | Stockholm        | Hartplatz (i) | Harri Heliövaara  | Marcelo Arévalo Jean-Julien Rojer   | 3:6, 3:6           |
| 7.  | 4. März 2023       | Dubai            | Hartplatz     | Harri Heliövaara  | Maxime Cressy Fabrice Martin        | 6:72, 4:6          |
| 8.  | 26. August 2023    | Winston-Salem    | Hartplatz     | Neal Skupski      | Nathaniel Lammons Jackson Withrow   | 3:6, 4:6           |
| 9.  | 25. Mai 2024       | Genf             | Sand          | Jean-Julien Rojer | Marcelo Arévalo Mate Pavić          | 6:72, 5:7          |
| 10. | 2. November 2024   | Paris            | Hartplatz (i) | Adam Pavlásek     | Wesley Koolhof Nikola Mektić        | 6:3, 3:6, [5:10]   |
| 11. | 30. März 2025      | Miami            | Hartplatz     | Julian Cash       | Marcelo Arévalo Mate Pavić          | 6:73, 3:6          |
| 12. | 13. April 2025     | Monte Carlo      | Sand          | Julian Cash       | Romain Arneodo Manuel Guinard       | 6:1, 6:78, [8:10]  |
| 13. | 15. Juni 2025      | ’s-Hertogenbosch | Rasen         | Julian Cash       | Matthew Ebden Jordan Thompson       | 4:6, 6:3, [7:10]   |

## Abschneiden bei Grand-Slam-Turnieren

### Doppel
| Turnier         | 2016 | 2017 | 2018 | 2019 | 2020 | 2021 | 2022 | 2023 | 2024 | 2025 | Karriere |
| --------------- | ---- | ---- | ---- | ---- | ---- | ---- | ---- | ---- | ---- | ---- | -------- |
| Australian Open | —    | —    | —    | —    | —    | —    | 2    | 2    | AF   | VF   | VF       |
| French Open     | —    | —    | —    | —    | —    | —    | VF   | AF   | 1    | AF   | VF       |
| Wimbledon       | 1    | —    | —    | 1    |      | AF   | AF   | 2    | AF   | S    | S        |
| US Open         | —    | —    | —    | —    | —    | 1    | VF   | 2    | 2    |      | VF       |

Zeichenerklärung: S = Turniersieg; F, HF, VF, AF = Einzug ins Finale / Halbfinale / Viertelfinale / Achtelfinale; 1, 2, 3 = Ausscheiden in der 1. / 2. / 3. Hauptrunde; Q1, Q2, Q3 = Ausscheiden in der 1. / 2. / 3. Qualifikationsrunde; nicht ausgetragen